# Базил Лидъл Харт
Базил Хенри Лидъл Харт (на английски: Basil Henry Liddell Hart) е британски военен историк, кореспондент и стратег.

## Биография
Роден е през 1895 г. в Париж, а образованието си получава в училище „Сейнт Полс“ и колежа „Корпус Кристи“ в Кеймбридж, Великобритания.
По време на Първата световна война служи като офицер в британската армия. През 1927 г. се уволнява от армията с чин капитан. След това работи като съветник за Daily Telegraph, а от 1935 г. за Таймс.
През 1966 г. е удостоен от кралица Елизабет II с британската благородническа титла Рицар. Преди да я получи е бил известен с военния си чин – като капитан Лидъл Харт.
Лидъл Харт доразвива някои тактически военни принципи като например системата за строева подготовка и е един от първите поддръжници на идеите за развитието на военната авиация и използването на танковете във военното дело. През 1937 г. става личен съветник на министъра на войната, но заради твърде мудната реорганизация на армията напуска поста само година по-късно, поставяйки на преден план в публичното пространство нуждата от промени.
Преподава тактика и стратегия във военни училища в много страни и написва над тридесет книги.
Умира през 1970 г.

## Избрани произведения
Освен дейността си в армията той пише многобройни книги по военни теми:
- The Decisive Wars of History (1929)
- The Real War 1914 – 1918 (1930)
  - История на Първата световна война. Превод от английски Горан Райновски. София: Труд, 2014, 536 с.
- Der Feldherr: Die Taten des Publius Cornelius Scipio Africanus (1938)
- The other Side of the Hill (1948)
- Strategy (1954)
- Deterrent or Defense (1958)
- History of the Second World War (1971)
  - История на Втората световна война. Превод от английски Павел Талев. София: Трус, 2005, 450 с.